# Crise de hockey
Crise de hockey est un épisode de la série télévisée d'animation Les Simpson. Il s'agit du onzième épisode de la trente-quatrième saison et du 739e de la série.

## Réception
Lors de sa première diffusion, l'épisode a attiré ?million de téléspectateurs.